# 陳奕芳
陳奕芳（罗马拼音：Tan Aik Huang，1946年2月14日—），出生于新加坡，馬來西亞前男子羽毛球運動員，以極佳的步法與耐力而聞名。
陳奕芳曾經於1966年贏得當時被視為非正式世界羽毛球錦標賽的全英公開賽男子單打冠軍。從1965年至1968年，他連續四度打入該項比賽的男子單打決賽。他曾經多次代表馬來西亞參加湯姆斯盃男子國際羽毛球團體賽，並於1967年獲得世界冠軍。
在他全盛時期的1960年代中期至末期，陳奕芳曾經贏得許多主要的國際比賽男子單打冠軍，包括丹麥公開賽、美國公開賽、加拿大公開賽，以及馬來西亞公開賽。他也曾在1966年的大英國協運動會贏得單打與雙打冠軍。
1970年代初期，他決定以醫生當作未來志業後，戰績便大幅下滑，因而逐漸淡出羽毛球場。他的弟弟陳奕茂也是知名的羽球選手。